# توماش بواشاک
توماش بواشاک (لهستانی: Tomasz Błasiak؛ زادهٔ ۱۵ ژوئیه ۱۹۸۱) بازیگر و صداپیشه اهل لهستان است.
از فیلم‌ها یا مجموعه‌های تلویزیونی که وی در آن‌ها نقش داشته‌است، می‌توان به رنگ‌های خوشبختی، بایگان، تاج پادشاهان، در خوشی و سختی، پدر متیو، کمیسر آلکس، قانون حقیقی، دوران افتخار، خانه کشیش، لندنی‌ها، پرستار کودک، خانواده جایگزین، خودِ زندگی و ع چون عشق اشاره نمود.